# Мостицький масив
Мости́цький маси́в — частина Подільського району міста Києва, спальний мікрорайон з відповідною інфраструктурою. Виник у 1980-ті роки.
У масиві розміщено дві середні школи (№ 243, 271) та міжнародна школа «Меридіан»; три дитячих дошкільних заклади (школа-дитячий сад «Подоляночка»; школа-дитячий сад-яслі «Плай»; дитячий садок № 72); Покровська церква.
Вулиці: Мостицька, Новомостицька, Вишгородська, Наталії Ужвій, Валентини Радзимовської, Франциска Скорини, проспект Європейського Союзу та Квітневий провулок.

## Відомі мешканці
У будинку № 20/16 по вулиці Валентини Радзимовської з 1905 по 1944 рік мешкав український художник Фотій Красицький, про що нині свідчить меморіальна дошка на ньому.

## Зображення

Меморіальна дошка Фотію Красицькому
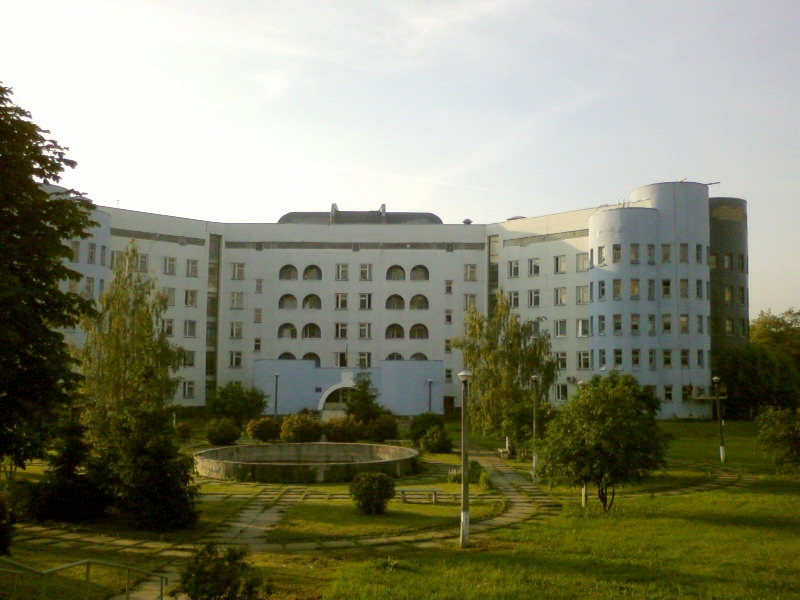
Пологовий будинок № 2
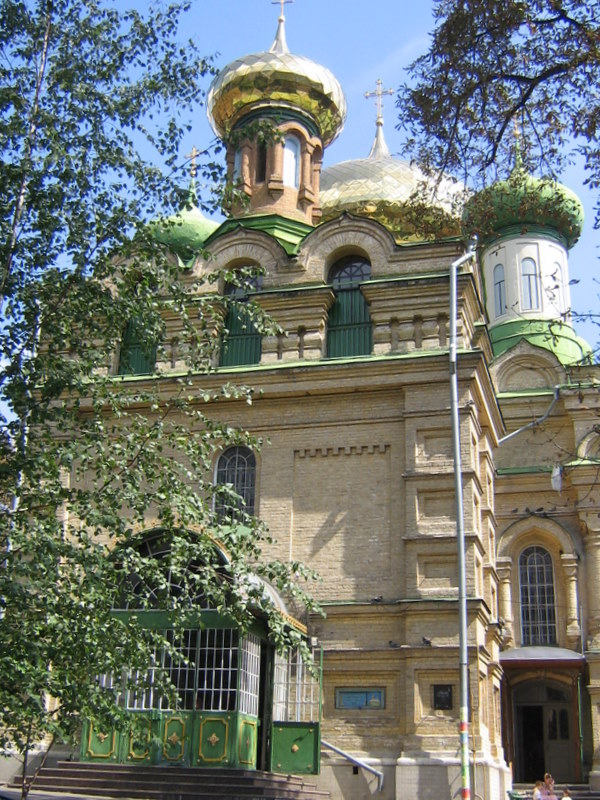
Покровська церква
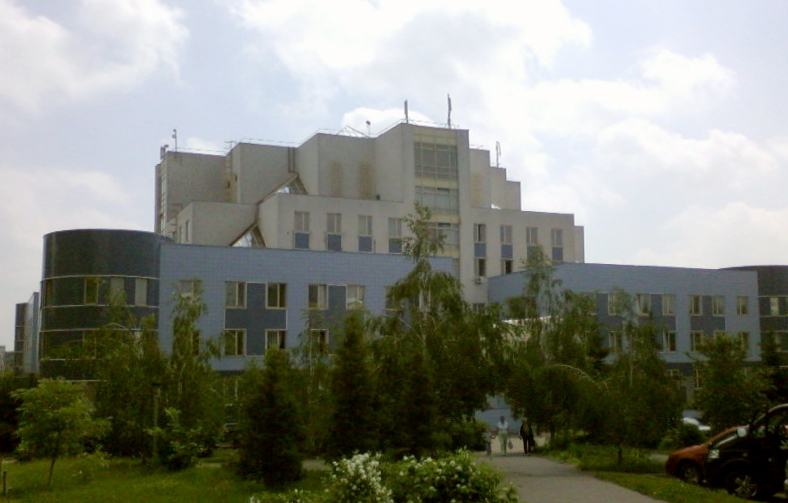
Центральна поліклініка
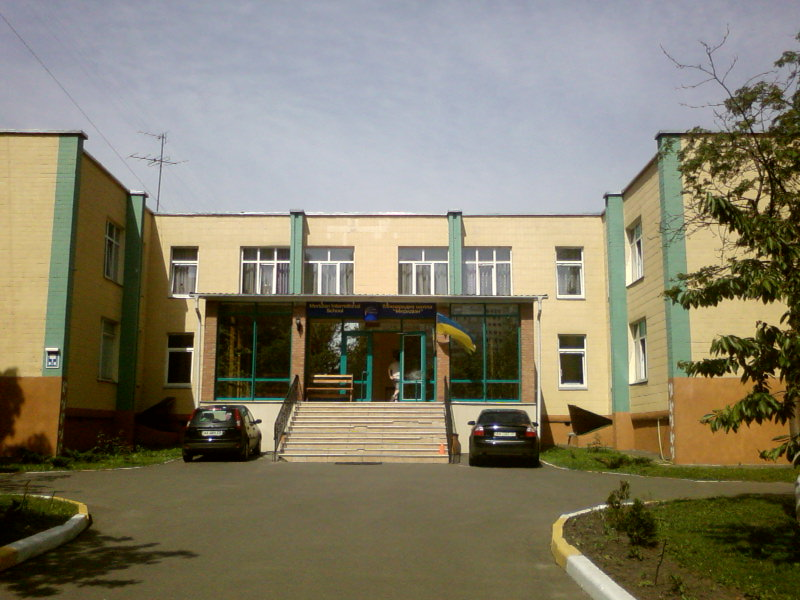
Школа «Меридіан»